# 聚酯
聚酯（英語：Polyester）是一類在其主鏈上含有酯基官能團的聚合物。聚酯纖維是由飽和的二元酸與二元醇通過縮合反應製得的一類線性高分子聚合物，品種繁多、因原料或中間體而異，共同特點是大分子的各個鏈節間都是以酯基“－COO－”相聯，所以通稱為聚酯。

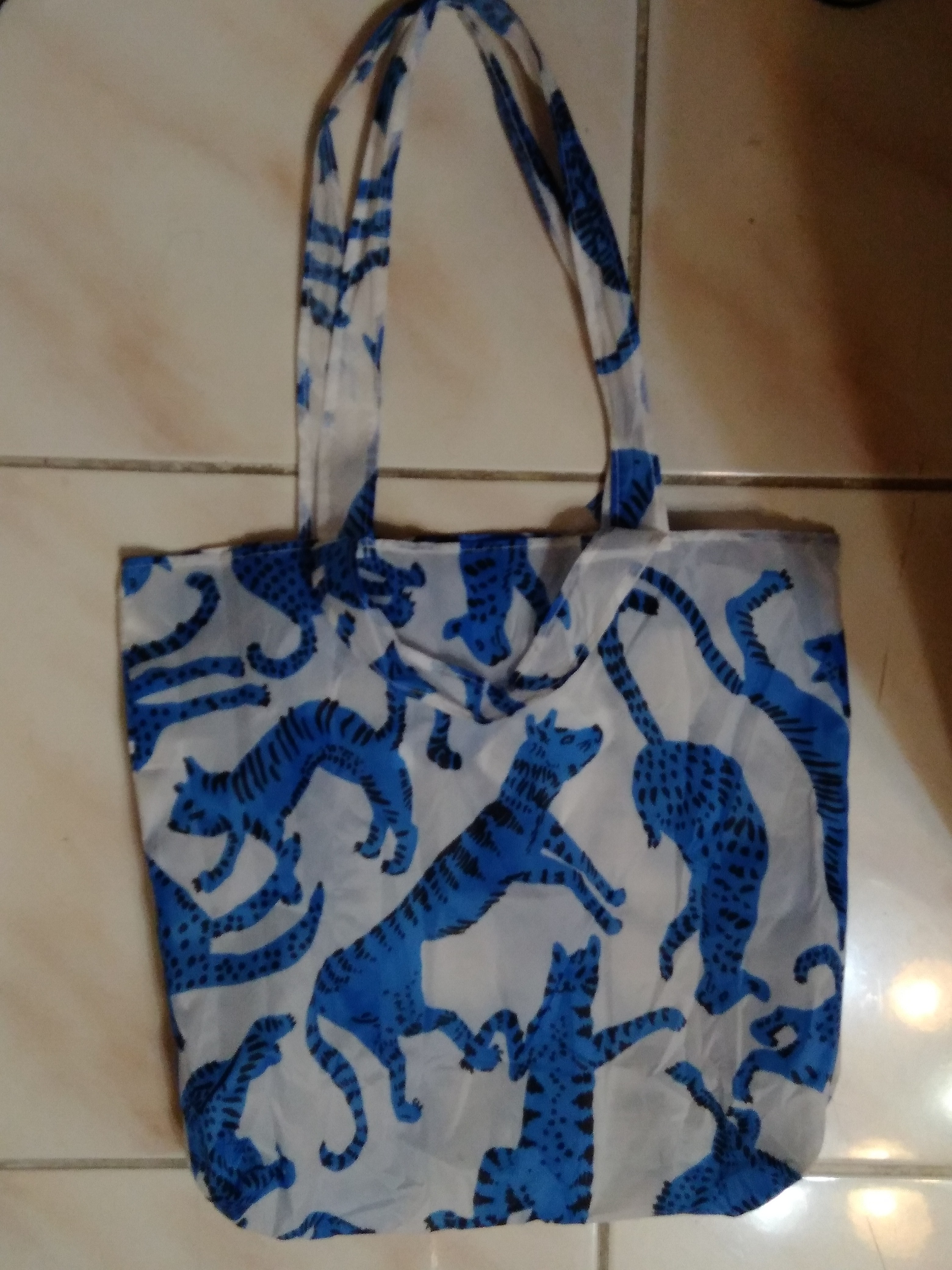
聚脂纖維 手提袋 IKEA

聚酯包括天然化合物如植物角質，以及通過逐步縮合而成的合成纖維如聚碳酸酯和聚（對苯二甲酸／己二酸）乙二酯。天然聚酯和一部分合成聚酯是可以生物降解的，但絕大部分合成聚酯都不會被生物降解。
聚酯可分為「飽和聚酯」和「不飽和聚酯」兩大類，通常由一種或多種多元酸（酸酐）與一種或多種多元醇經縮聚製得。
編織後的聚酯或聚酯纖維被廣泛利用於日常生活，如：衣褲，帽子，外套，床單，電腦滑鼠墊板等等。工業用的聚酯材料如一些纖維，繩子繩索，還有傳送帶的面料，安全帶，塗層織物等等。聚酯纖維還用於家具填充物，填充枕頭等等。聚酯纖維不容易被污漬染色，唯一可用於改變聚酯纖維的布料的染料就只有分散染料 。
聚酯纖維常與其他天然纖維合作布料以表現出兩者的特徵，棉-聚酯的衣物有強韌，防皺防撕裂，不易縮水等勝於棉質衣物的優點。聚酯纖維透氣性較差，使濕氣不易散發。聚酯纖維輕觸火焰就能點燃，纖維發生捲縮並熔融成珠狀滴落，燃燒時產生黑煙且具有芳香味，灰燼為黑色硬顆粒物。